# Zwammerdam
Zwammerdam is een dorp  in de gemeente Alphen aan den Rijn, in de Nederlandse provincie Zuid-Holland, gelegen aan rivier de Oude Rijn. In 2023 had het dorp 1.860 inwoners. Tot 1964 was Zwammerdam een zelfstandige gemeente. Diverse delen van de gemeente zijn bij het verlies van deze zelfstandigheid naar naburige gemeenten zoals Alphen aan den Rijn, Bodegraven, Boskoop en Reeuwijk overgegaan.
Zwammerdam heeft een kleine en compacte oude kern met kronkelende straatjes en met historische bebouwing. Zwammerdam is, in tegenstelling tot lintbebouwing, een van de weinige dorpen in de Rijnstreek die gebouwd zijn rondom een plein. Ten zuidwesten loopt de spoorlijn Woerden - Leiden. Aan deze spoorlijn had Zwammerdam een eigen spoorweghalte, namelijk halte Zwammerdam.

## Geschiedenis
In de oudheid bevond in Zwammerdam zich het Romeinse fort "Nigrum Pullum" (zwarte grond) met een haven en vlootfaciliteiten. Enkele resten zijn te zien op het terrein van Ipse de Bruggen locatie Hooge Burch. Enkele Romeinse schepen behoren tot de voornaamste vondsten. 

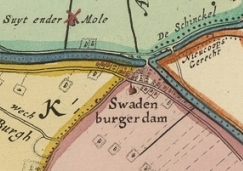
Kaart uit 1687 met Swadenburgerdam

Later werd de plaats Suadenburcherdam genoemd, naar de dam bij Suadenburg die in 1165 door de graaf van Holland, Floris III aangelegd werd om overstromingen van de Rijn tegen te gaan, veroorzaakt door verzanding van de Rijnmonding aan de Noordzee. De dam blokkeerde de toestroom van water uit het gebied stroomopwaarts, dat buiten Holland gelegen was, waar de Duitse keizer Frederik 'Barbarossa' heerste. Het water stuwde nu aan de Utrechtse kant van de dam, met overstromingen tot gevolg, en de bewoners daar beklaagden zich bij hun koning. Deze beval de graaf van Holland de dam te verwijderen, er werd een compromis gesloten, de dam bleef bestaan met een doorlaatopening die bij eb werd geopend om het water door te laten stromen. Dit is een van de eerste waterwerken in Nederland, gericht op boven-regionaal waterbeheer.
Uiteindelijk is de naam verbasterd tot het huidige Zwammerdam.
Zwammerdam lag aan de Oude Hollandse Waterlinie. In het rampjaar 1672 trokken in december tijdens een vorstperiode 9000 man van het Franse leger, dat onder bevel van maarschalk Luxembourg stond, moordend en plunderend de plaats binnen.
In 1906 woedde er een grote brand in het centrum van Zwammerdam. Deze begon in een bakkerij, gelegen aan het plein. Doordat bijna alle huizen aan dit plein destijds rieten daken hadden duurde het niet lang tot er vijf panden in lichterlaaie stonden. Onder andere het gemeentehuis, hotel "De Rustende Arend" en het doktershuis werden in de as gelegd. Deze panden zijn in de jaren 1906-1909 weer opgebouwd. Om deze reden hebben anno 2016 veel panden aan het plein een gevel in art-nouveau-stijl.
De plannen om Zwammerdam als zelfstandige bestuurlijke eenheid op te heffen en onder te brengen bij de gemeente Alphen aan den Rijn, stootten op grote weerstand bij de bevolking en in 1963 werd een demonstratie in Den Haag georganiseerd.

## Molens
Ten noorden van de plaats bevindt zich De Dikke Molen. Ten westen ligt de Steektermolen.

## Bekende Dammenaren
- Quirijn Gerritsz van Brekelencam geboren 1623, overleden te Leiden 1668, kunstschilder, waarschijnlijk in Zwammerdam geboren
- Leendert Konijn (1899-1977), planter in Nederlands-Indië
- Kees Ninaber van Eijben, (1898-1945), verzetsstrijder
- Theodorus van der Groe (1705-1784), predikant en theoloog
- Gerardus Anthonius Stolwijk (1918-1984), burgemeester
- Jan Piket (1925-2020), hoogleraar fysische geografie en cartografie
- Nic van Rossum (1936), journalist, redacteur van Elsevier
- Gerda Verburg (1957), minister, Tweede Kamerlid, vakbondsbestuurder

## Trivia
In Zwammerdam is het Jostiband Orkest gevestigd.

## Afbeeldingen

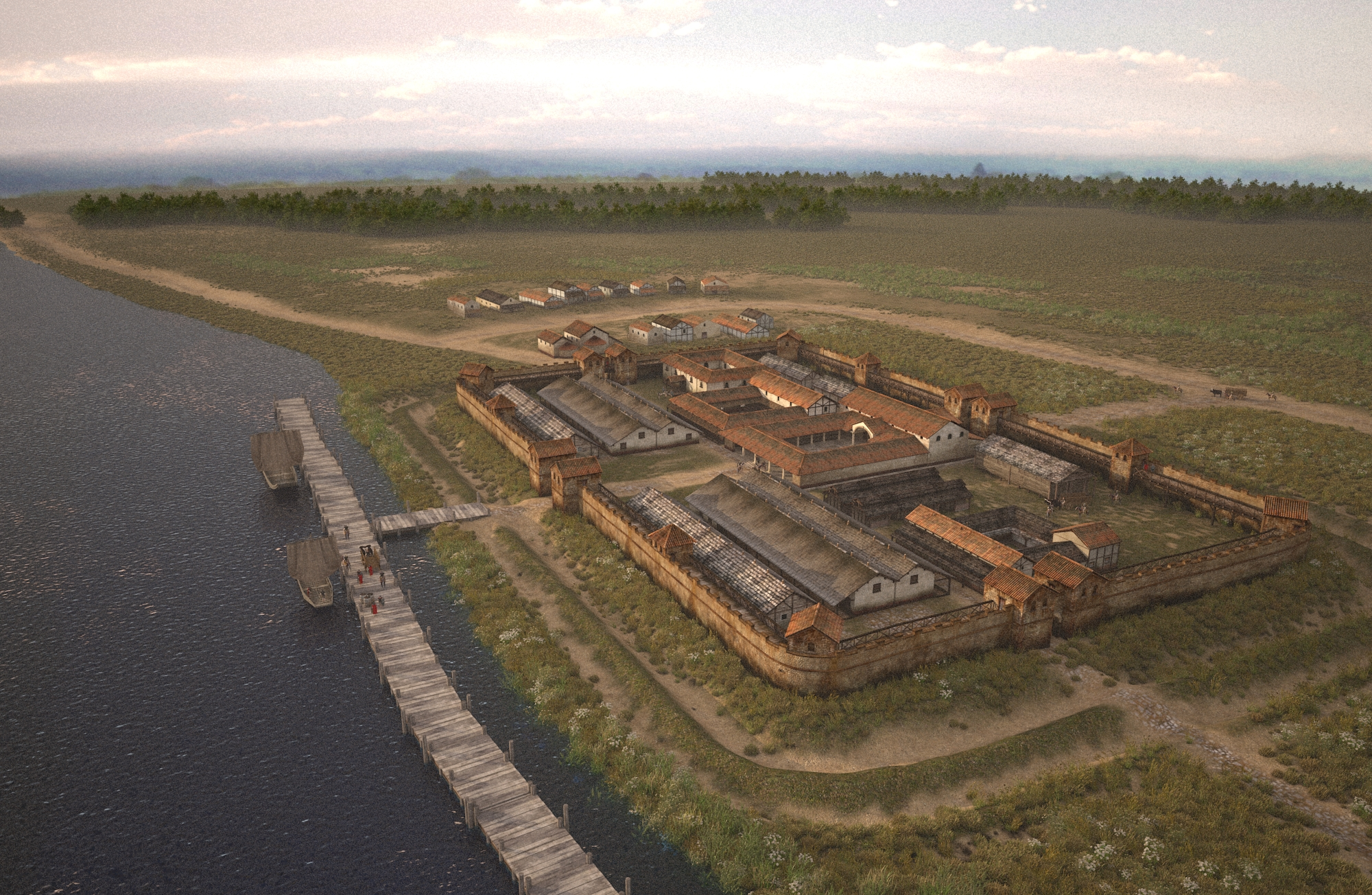
Castellum Nigrum Pullum, verbeeld door Stevie Xinas 2016
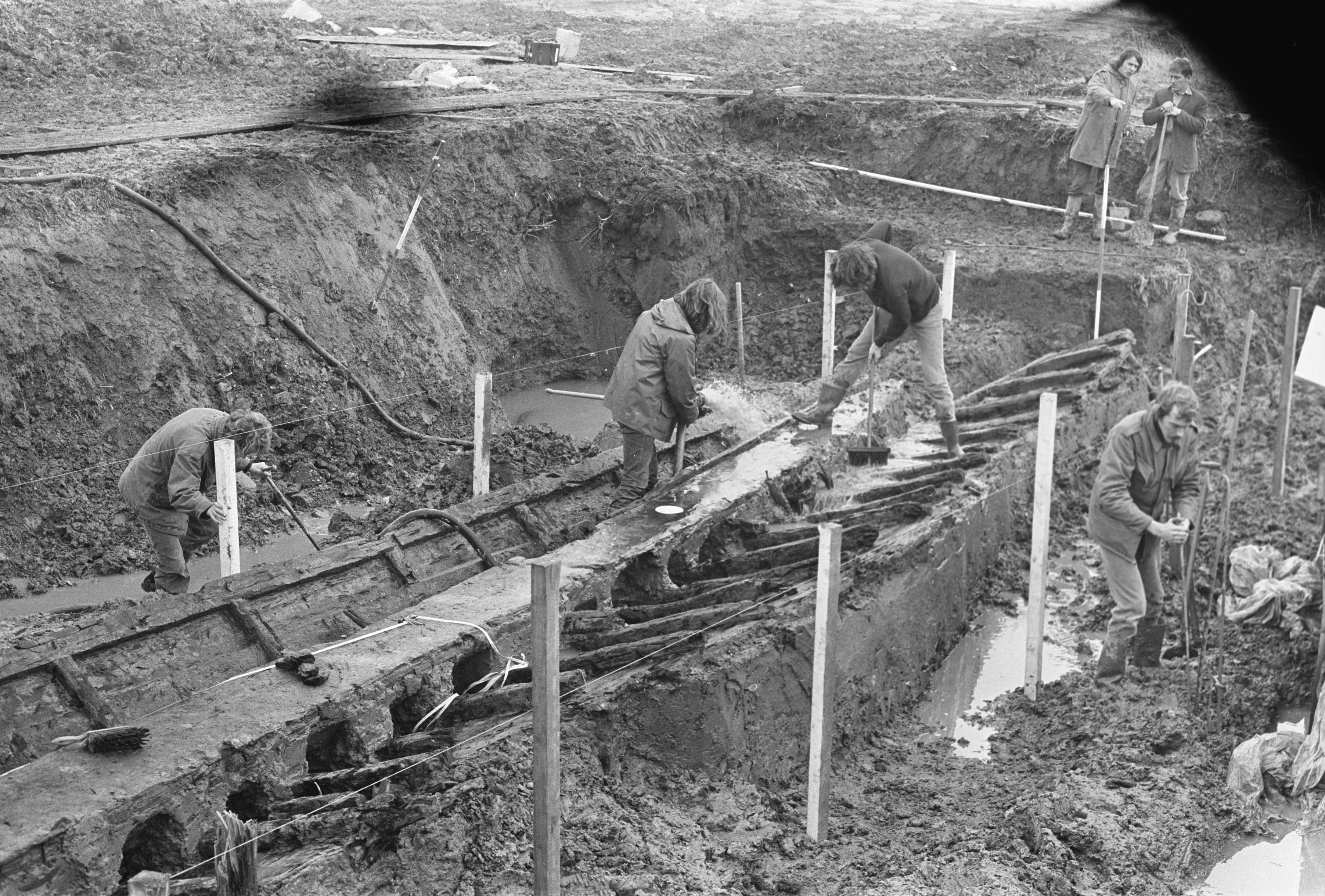
Opgraving Romeins houten schip
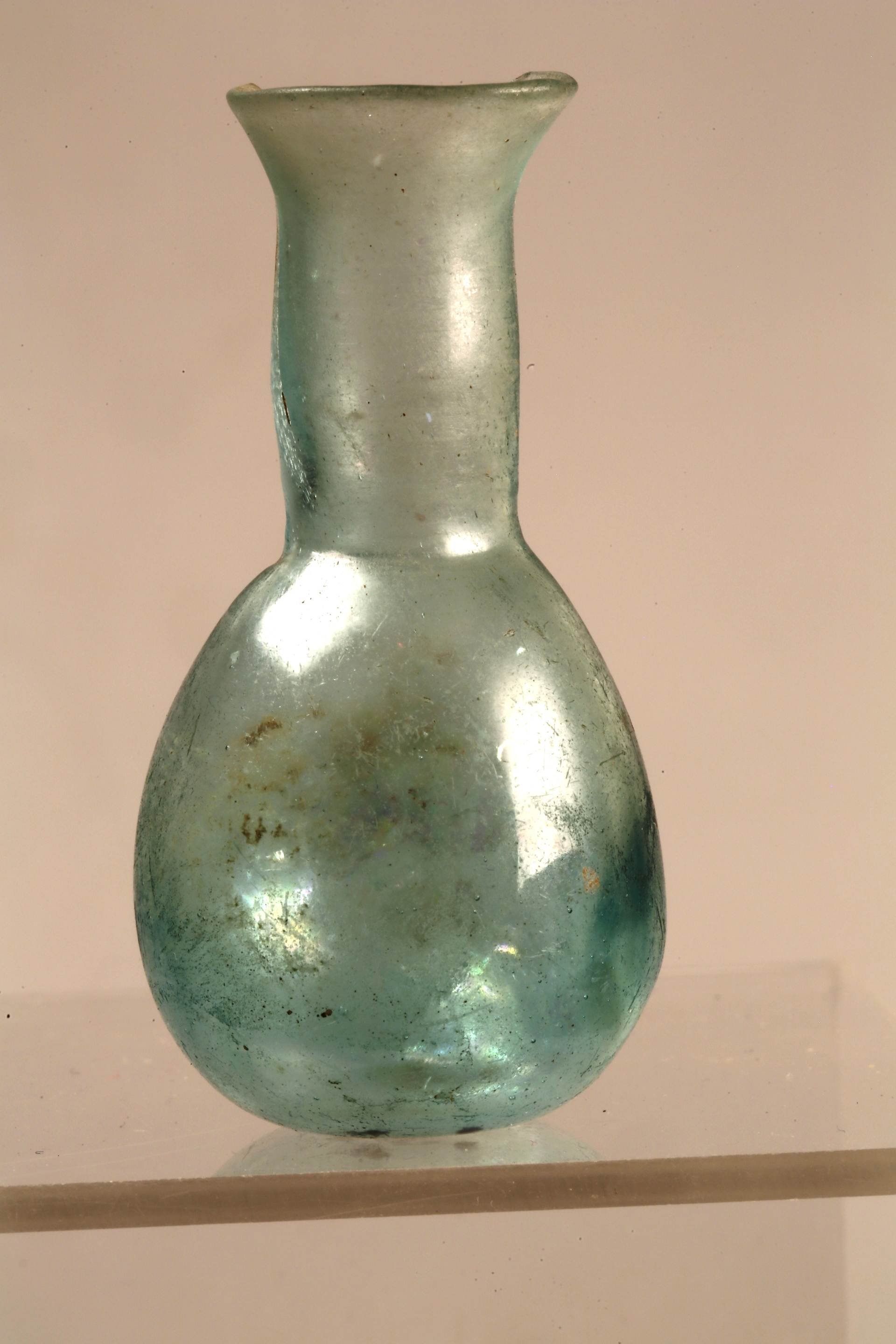
Glazen parfumflesje uit Romeinse tijd
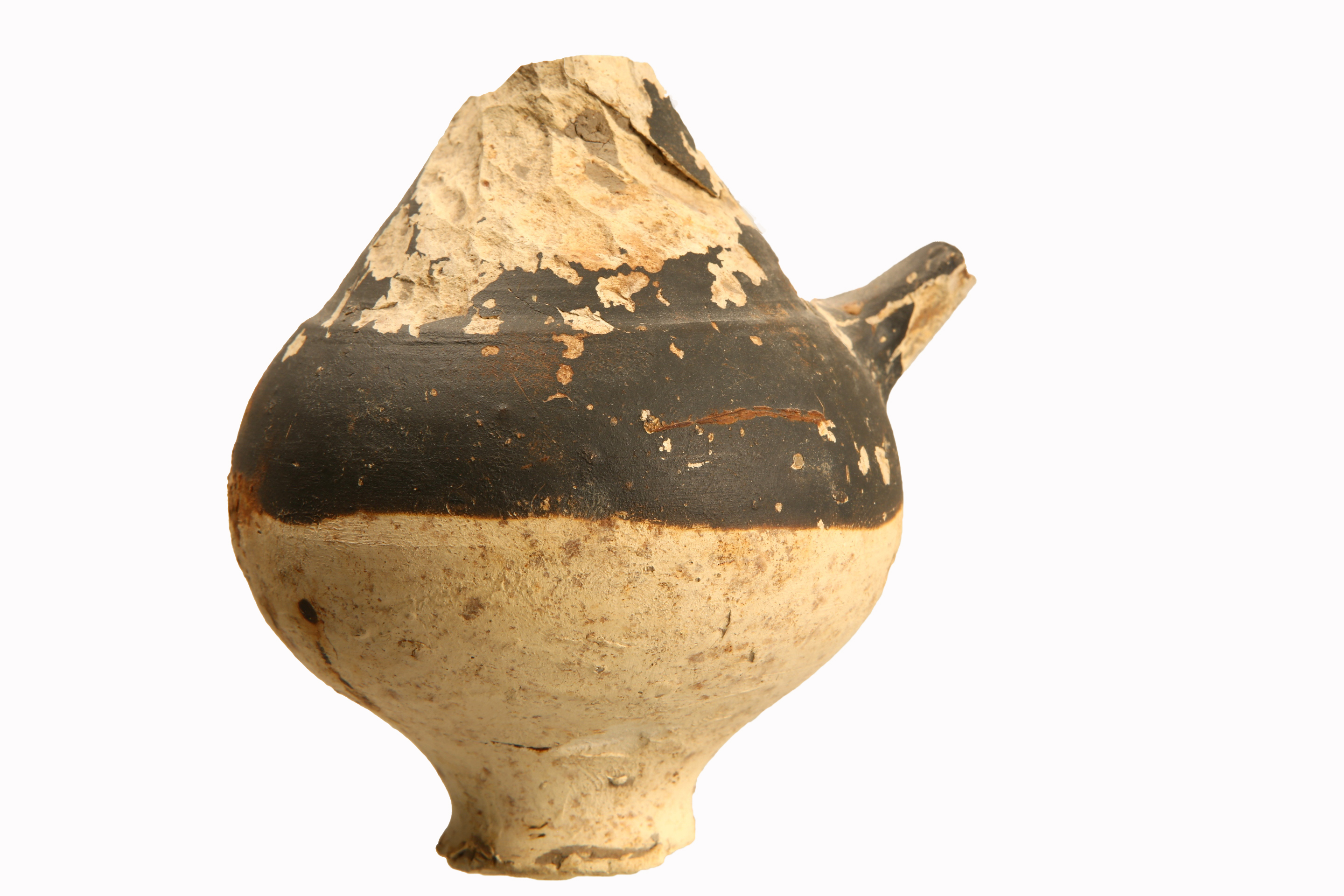
Zuigflesje voor baby circa 100-300 na chr
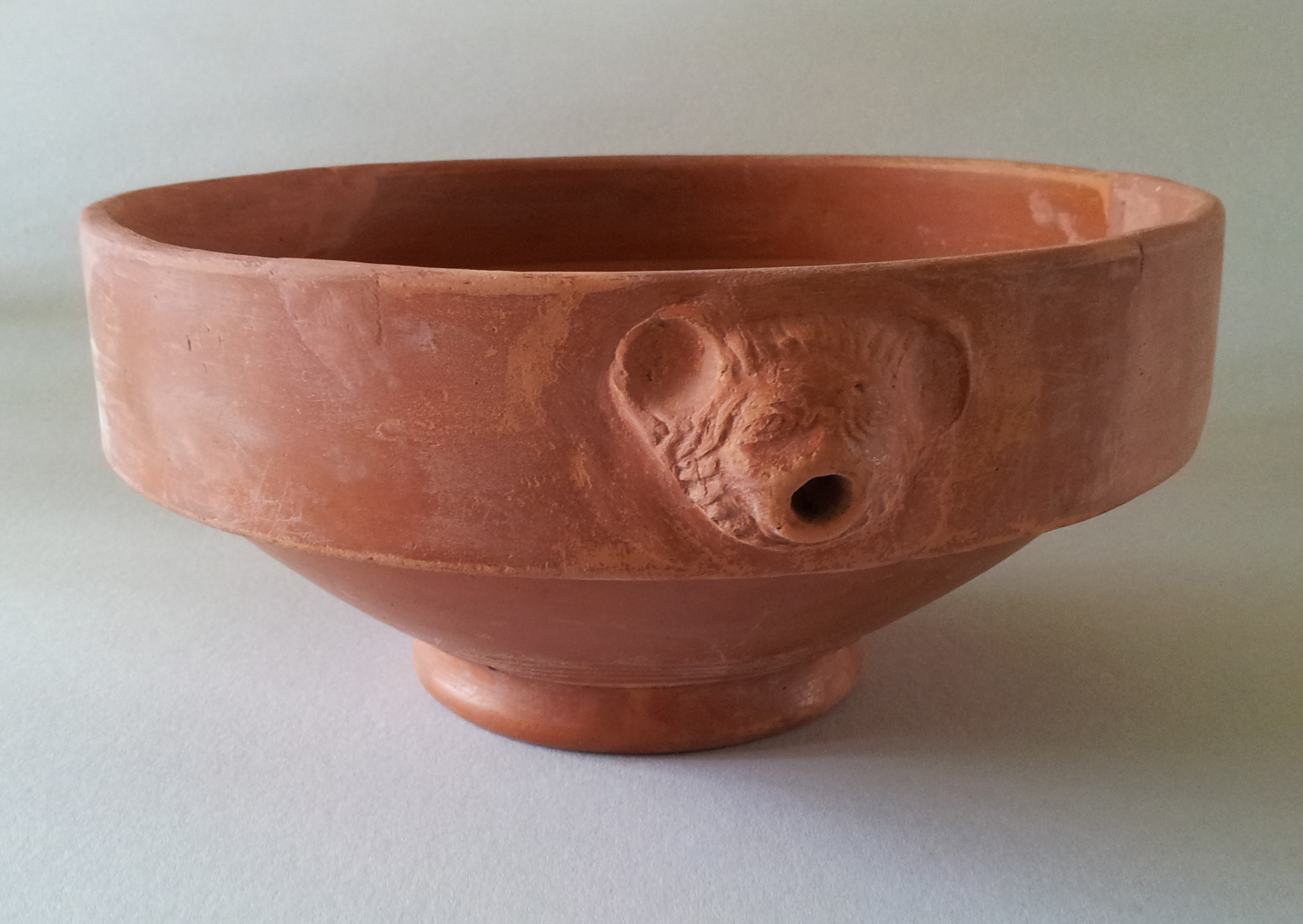
Wrijfschaal voor kruiden, gebruikt bij het koken
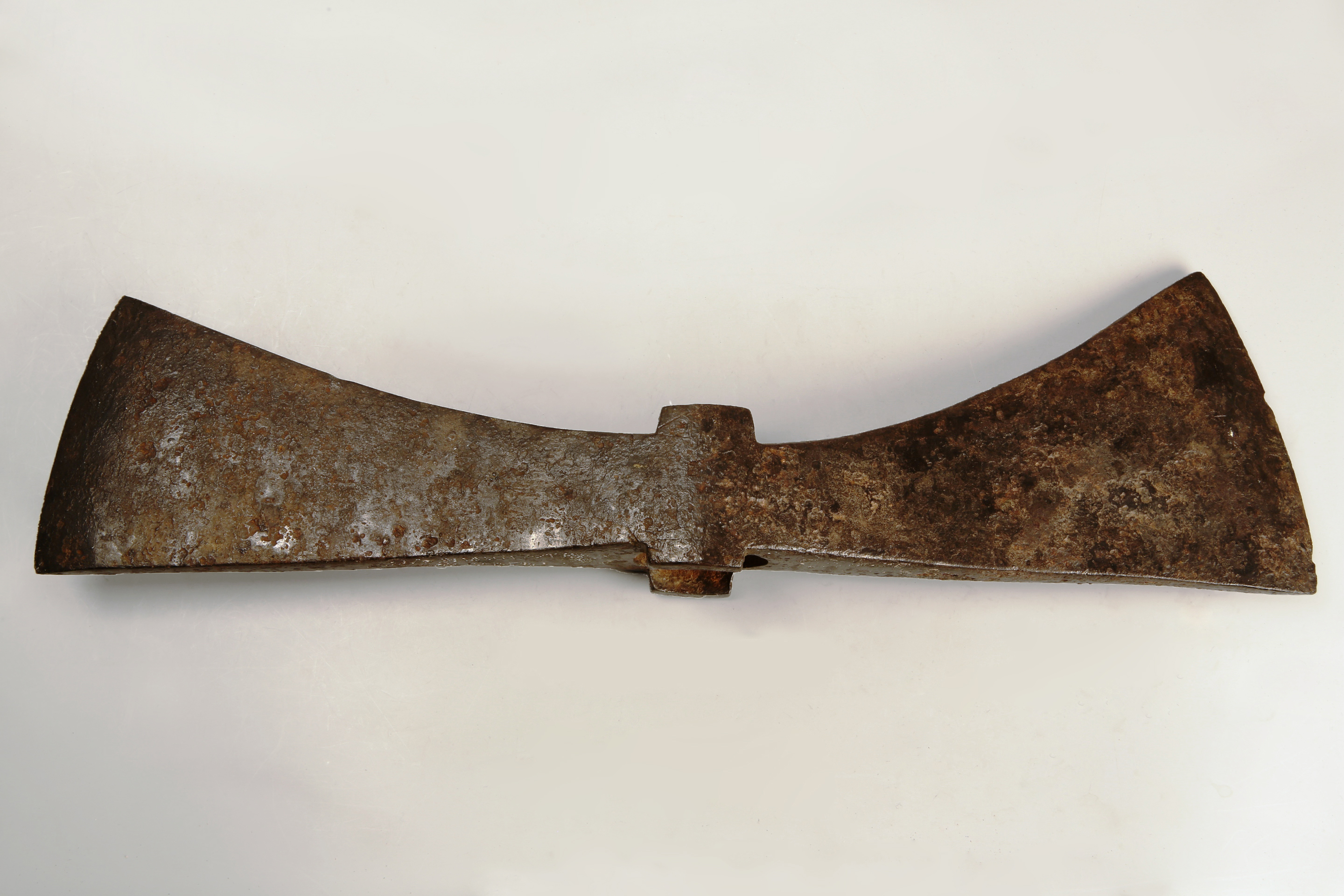
Dubbele bijl Romeinse tijd
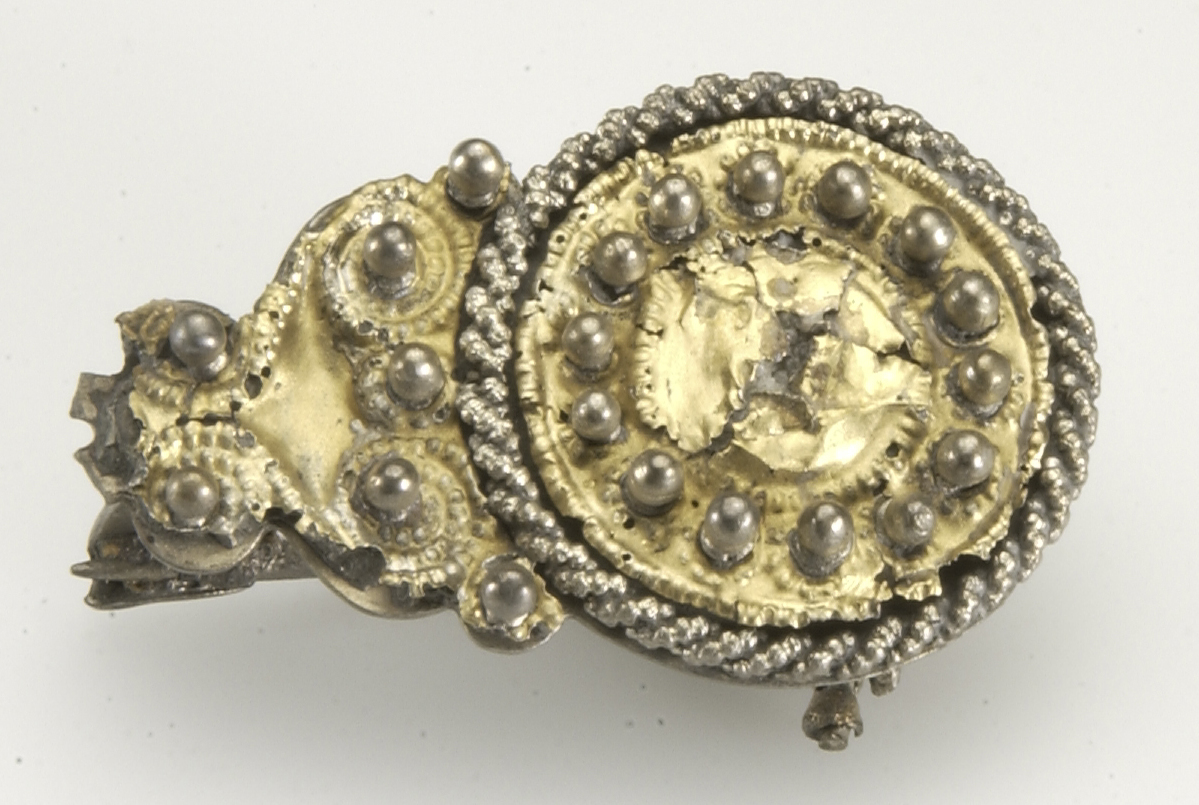
Germaanse kledingspeld met versiering (schijffibula) cira 100-300 n Chr
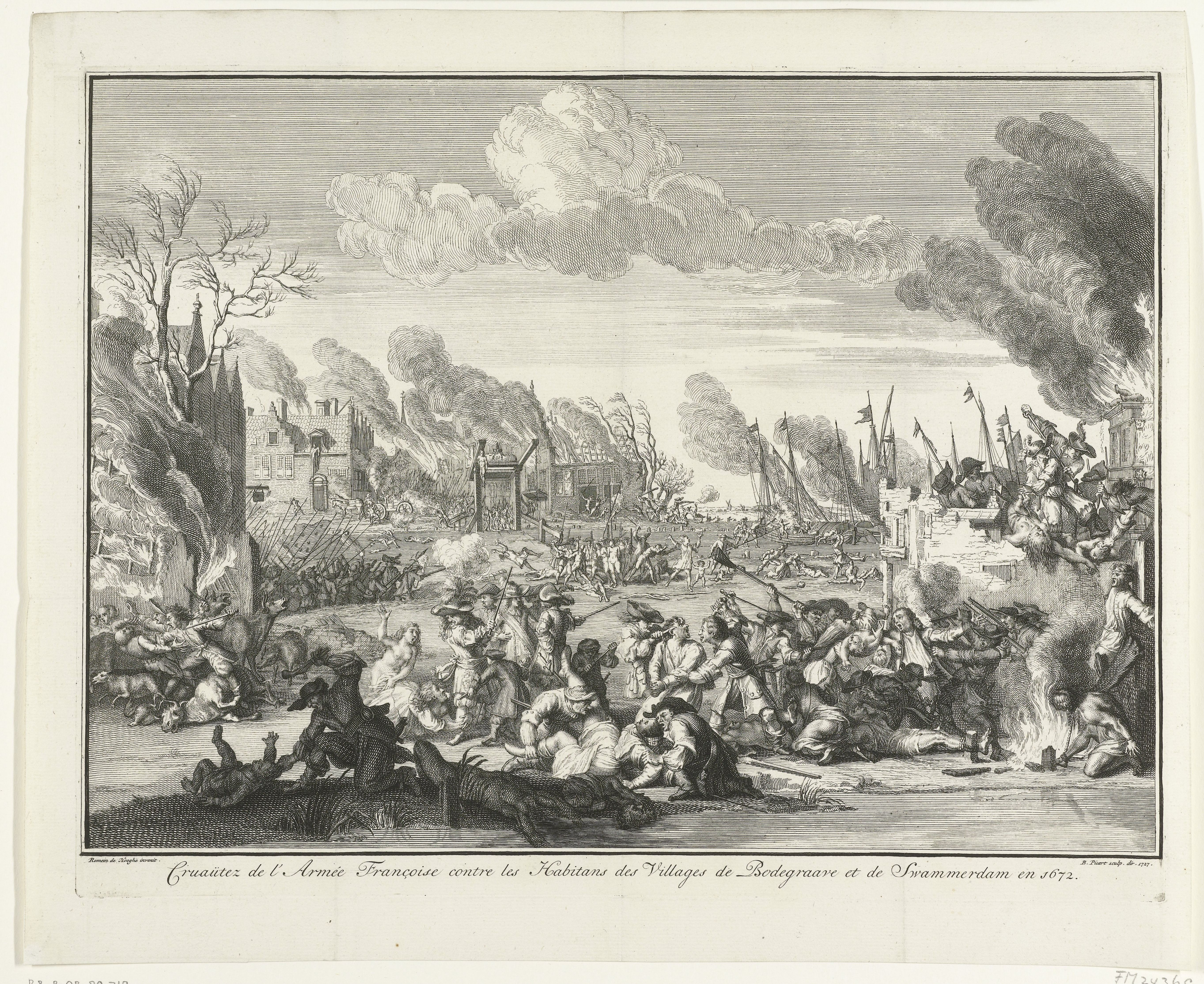
Franse wreedheden tegen bewoners van Bodegraven en Zwammerdam, 1672
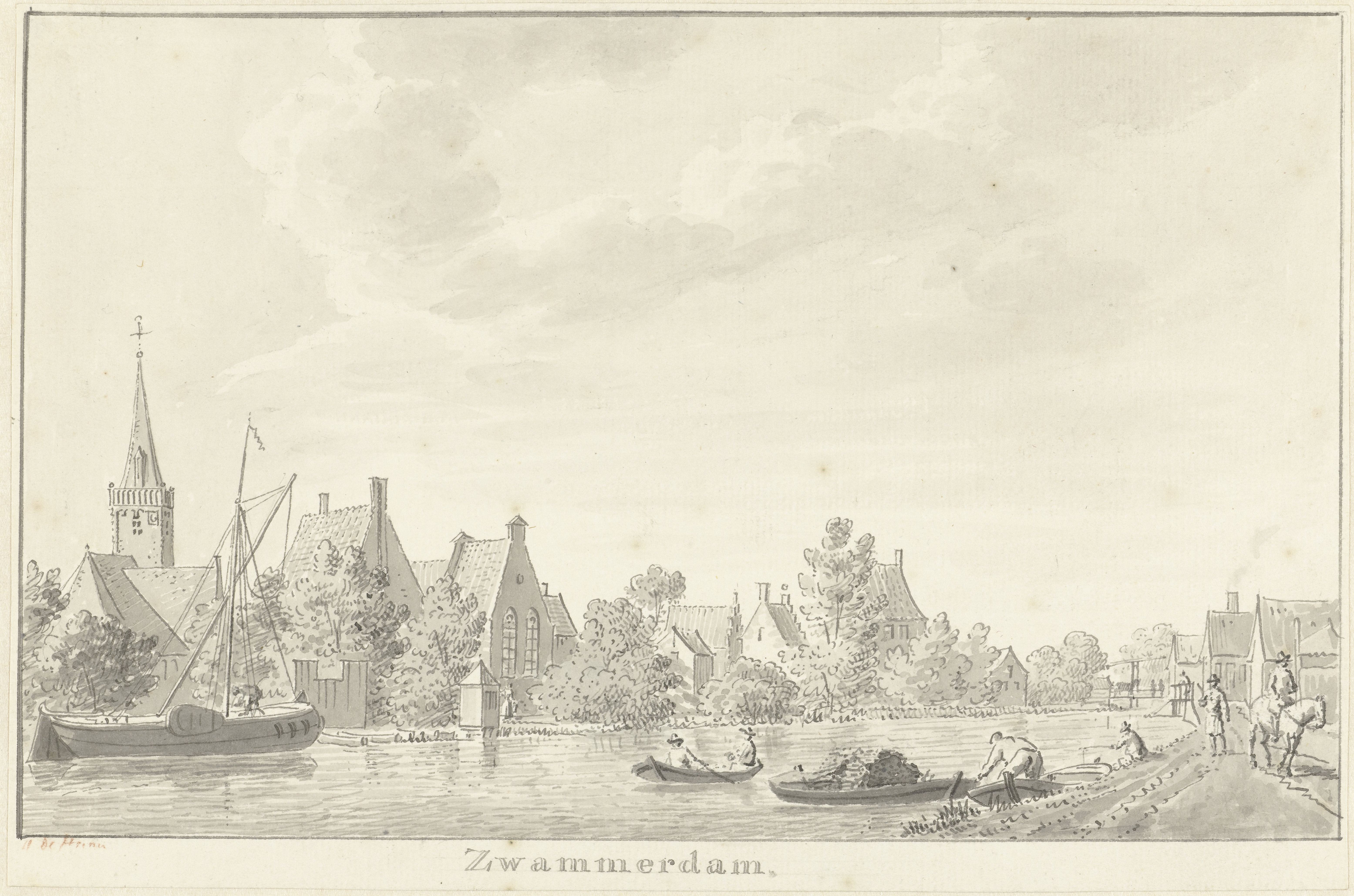
Gezicht op Zwammerdam, 1921
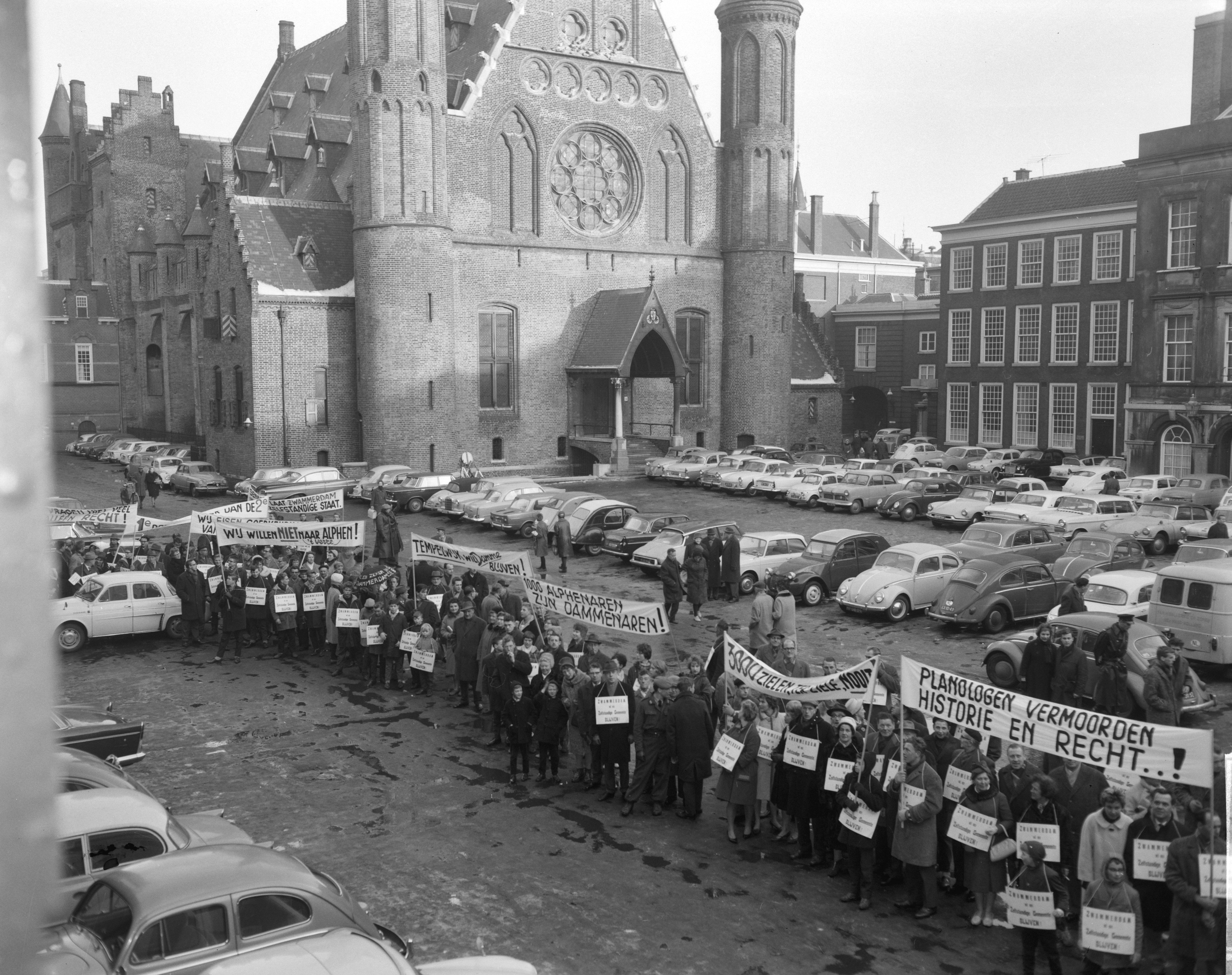
Demonstratie in Den Haag voor onafhankelijkheid, 1963
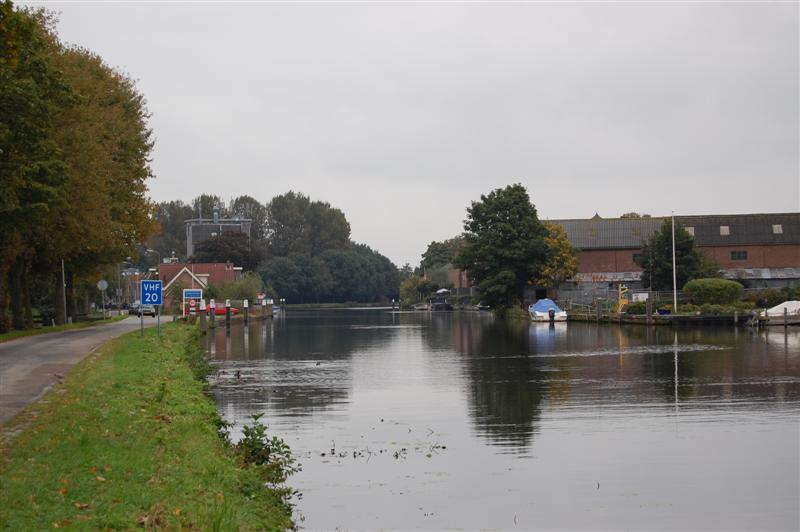
Oude Rijn bij Zwammerdam
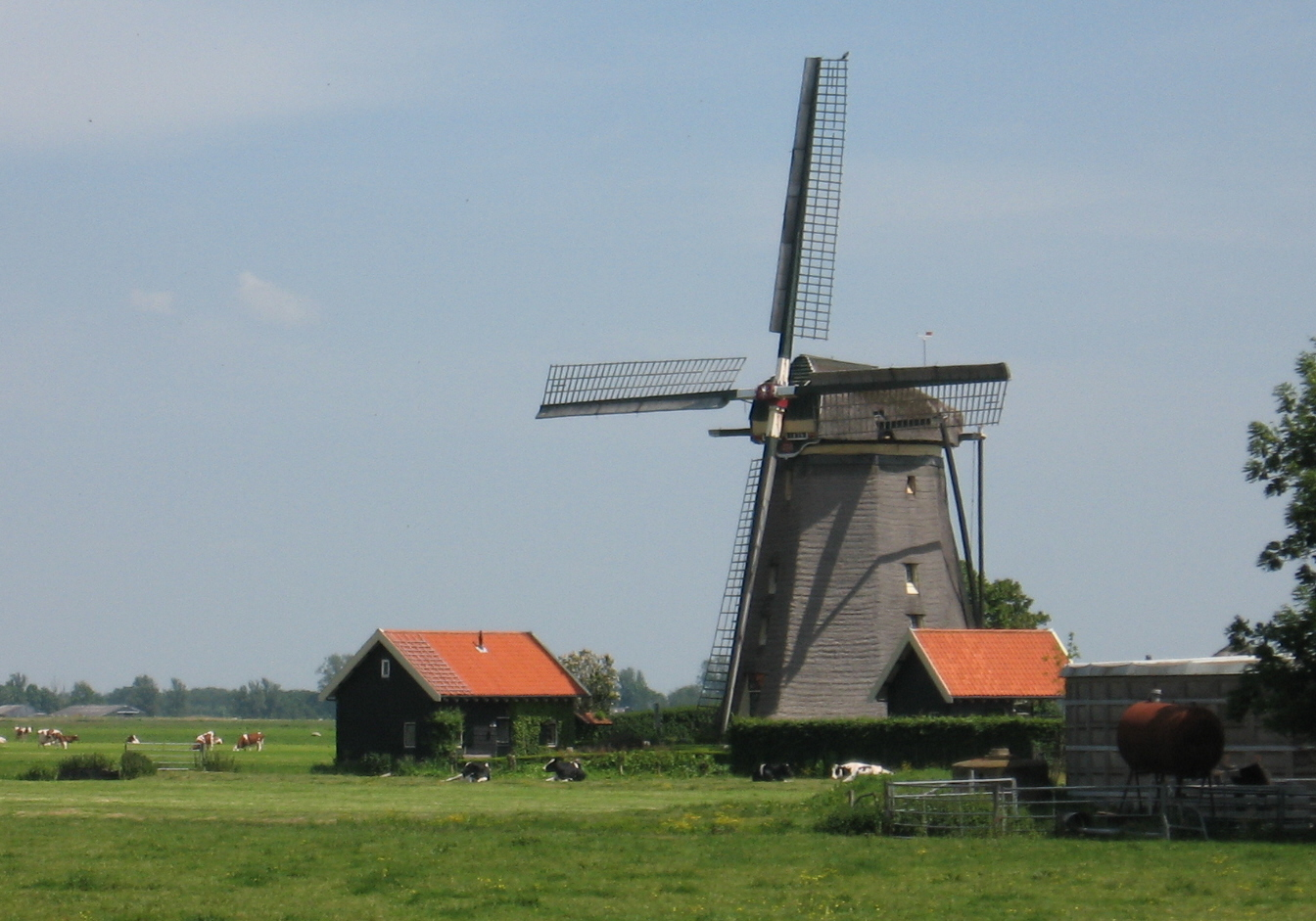
De Dikke Molen